# Karree (Städtebau)

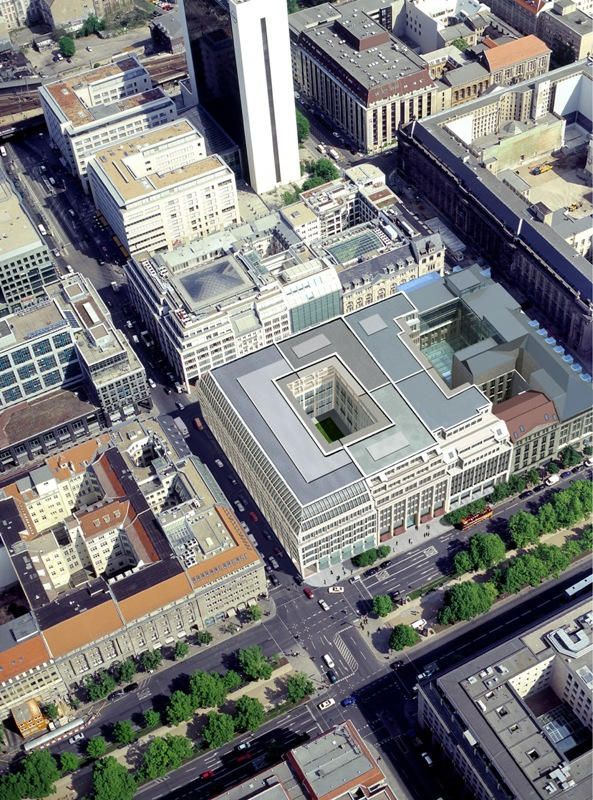
Karrees in Berlin-Mitte (Friedrichstraße)

Der Ausdruck Karree (französisch carré ‚Quadrat‘) bezeichnet im Städtebau eine geschlossene rechteckige oder trapezförmige Anordnung von Gebäuden um einen gemeinsamen Innenhof.
Manchmal ist das Karree jedoch nicht geschlossen, sondern weist eine Lücke auf. Um dennoch als Karree zu gelten, darf die Lücke nicht zu groß sein. Meistens ist sie kleiner als eine Häuserbreite. Der Innenhof in einem Karree bietet einen gewissen Lärmschutz, so schottet dieser beispielsweise den Straßenlärm ab; darüber hinaus bietet der Innenhof auch einen sehr guten Windschutz.